# Haven Hill
Haven Hill är en kulle i Antarktis. Den ligger i Östantarktis. Nya Zeeland gör anspråk på området. Toppen på Haven Hill är 1 416 meter över havet.
Terrängen runt Haven Hill är kuperad söderut, men norrut är den bergig. Trakten är obefolkad. Det finns inga samhällen i närheten.